# Johannes Brink
Johannes Brink (Fullerton, 16 febbraio 1992) è un pallavolista statunitense, opposto degli OC Stunners.

## Carriera

### Club
La carriera di Johannes Brink inizia nei tornei scolastici californiani, giocando per la Norco HS. Dopo il diploma gioca a livello universitario, prima per l'Orange Coast, nella CCCAA, saltando tuttavia l'annata 2012, e poi con la California Baptist, con cui partecipa alla NCAA Division I dal 2014 al 2015. 
Nel dicembre 2017 inizia la sua carriera da professionista col Blizzard, in seguito  rinominato prima OC Stunners e poi OC Stunners, aggiudicandosi lo NVA Showcase 2017.

## Palmarès

### Club
- NVA Showcase: 1

2017